# Gerichtsbezirk Kalwarya
Der Gerichtsbezirk Kalwarya war ein dem Bezirksgericht Kalwarya unterstehender Gerichtsbezirk im Kronland Galizien und Lodomerien. Er umfasste Gebiete im Westen Galiziens. Zentrum und Gerichtssitz des Gerichtsbezirks war die Stadt Kalwarya. Nach dem Ersten Weltkrieg musste Österreich den gesamten Gerichtsbezirk an Polen abtreten. Das Gebiet ist heute Teil der Woiwodschaft Kleinpolen.

## Geschichte
Nachdem im Juni 1849 die allgemeinen Grundzüge der Gerichtsverfassung in den Kronländern durch Kaiser Franz Joseph I. genehmigt worden waren, legten die Ministerien des Inneren, der Finanz und der Justiz 1854 die neue Verwaltungs- und Justizeinteilung fest. Auf oberster Ebene wurden die beiden Verwaltungsgebiete Krakau (Westgalizien) und Lemberg (Ostgalizien) geschaffen, darunter folgten die Kreise und die Bezirke. Bei den Bezirksämtern handelte es sich vorerst um gemischte Behörden, denen Aufgaben der Politik, Verwaltung und Justiz zukamen. Die Bezirksgerichte waren dabei Teil der Bezirksämter und der Gerichtsbezirk deckungsgleich mit dem Verwaltungsbezirk.
Per 29. September 1855 nahmen diese gemischten Bezirksämter ihre Arbeit auf, wobei der Gerichtsbezirk Kalwarya im Verwaltungsgebiet Krakau aus den Gemeinden Baczyn, Barwałd Górny, Bęczyn mit Bęczynek, Biertowice, Brody mit Solca, Brzezinka, Brzeźnica mit Pasieka, Bugaj, Dąbrówka, Harbutowice, Izdebnik, Jaśkowice, Jastrzębia, Kalwarya, Kopytówka, Lanckorona, Lencze Górne, Leśnica, Marcyporęba, Nowe Dwory mit Owsianka, Palcza, Paszkówka mit Pobiedr, Podchybie mit Podolany, Pozowice, Przytkowice, Skawinki, Sosnowice, Stanisław Dolny, Stanisław Górny, Stronie, Stryszów, Sułkowice, Wysoka ad Kalwarya, Zachełmna und Zakrzów  gebildet wurde. Im Gerichtsbezirk lebten dabei zu dieser Zeit 24.167 Menschen auf einer Fläche von 4,8 Quadratklaftern. In den Justizbereichen Verbrechen und Vergehen unterstand der Gerichtsbezirk dem Bezirksamt bzw. Bezirksgericht Myślenice, zuständiger Gerichtshof erster Instanz wurde das Landesgericht Krakau. Daneben existierte noch eine Einteilung in Kreise, wobei der Bezirk Kalwarya gemeinsam mit den Bezirken Andrychów, Biała, Jordanów, Kenty, Maków, Milówka, Myślenice, Oświęcim, Seypusch, Skawina, Ślemień und Wadowice den Kreis Wadowice bildete.
Nachdem die Kreisämter mit Ende Oktober 1865 abgeschafft wurden und deren Kompetenzen auf die Bezirksämter übergingen, schuf man nach dem Österreichisch-Ungarischen Ausgleich 1867 auch die Einteilung des Landes in zwei Verwaltungsgebiete ab. Zudem kam es im Zuge der Trennung der politischen von der judikativen Verwaltung zur Schaffung von getrennten Verwaltungs- und Justizbehörden. Während die gerichtliche Einteilung weitgehend unberührt blieben und die „reinen“ Bezirksgerichte per 28. Februar 1867 ihren Dienst aufnahmen, fasste man die mehrere Gerichtsbezirke zu Verwaltungsbezirken zusammen. Der Gerichtsbezirk Kalwarya wurde dadurch 1867 zusammen mit den Gerichtsbezirken Andrychów, Maków, Oświęcim, Skawina, Ślemień und Wadowice Teil des Bezirks Wadowice.
Im Zuge weitreichender Änderungen im Gebietsumfang der Gerichtsbezirke Galiziens musste der Gerichtsbezirk Kalwarya per 1. August 1878 die Gemeinde und Gutsgebiete Biertowice und Sułkowice an den Gerichtsbezirk Wadowice abtreten, im Gegenzug trat der Gerichtsbezirk Skawina die Gemeinden Borek Szlachecki, Facimiech, Gołuchowice, Krzęcin, Zelczyna, Ochodza, Polanka Hallera und Grabie ad Polanka Haller an den Gerichtsbezirk Kalwarya ab.
Die Gemeinden und Gutsgebiete Borek Szlachecki, Facimiech, Gołuchowice, Ochodza, Zelczyna, Krzęcin und Polanka Hallera wurden jedoch per 1. Jänner 1899 wieder dem Gerichtsbezirk Skawina zugeschlagen. Im Zuge der Schaffung des Kreisgerichtes Wadowice wurde der Gerichtsbezirk Kalwarya per 1. Mai 1882 diesem unterstellt und aus dem Zuständigkeitsbereich des Landesgerichts Krakau ausgeschieden.
Der Gerichtsbezirk Kalwarya bestand bei der Volkszählung 1900 nach den Gebietsverschiebungen und Gemeindezusammenlegungen aus den 35 Gemeinden bzw. Gutsgebieten Baczyn, Barwałd Górny, Bęczyn, Brody, Brzezinka, Bugaj, Dąbrówka, Harbutowice, Izdebnik, Jaśkowice, Jastrzębia, Kalwarya, Kopytówka, Lanckorona, Leńcze Górne, Leśnica, Palcza, Paszkówka, Podchybie, Podolany, Pozowice, Przytkowice, Skawinki, Sosnowice, Stanisław Dolny, Stanisław Górny, Stronie, Stryszów, Wysoka, Zachełmna, Zakrzów, Zarzyce Małe, Zarzyce Wielkie und Zebrzydowice. Hatte die Bevölkerung 1890 noch  Menschen 33.444 Menschen umfasst, so war sie durch die Gebietsverluste bis 1900 auf 29.909 Menschen gesunken. Auf dem 233,83 km² großen Gebiet lebten dabei fast ausschließlich Menschen mit polnischer Umgangssprache und römisch-katholischem Glauben, lediglich in Kalwarya bestand eine größere jüdische Gemeinde.